# Dvojštítek hladkoplodý

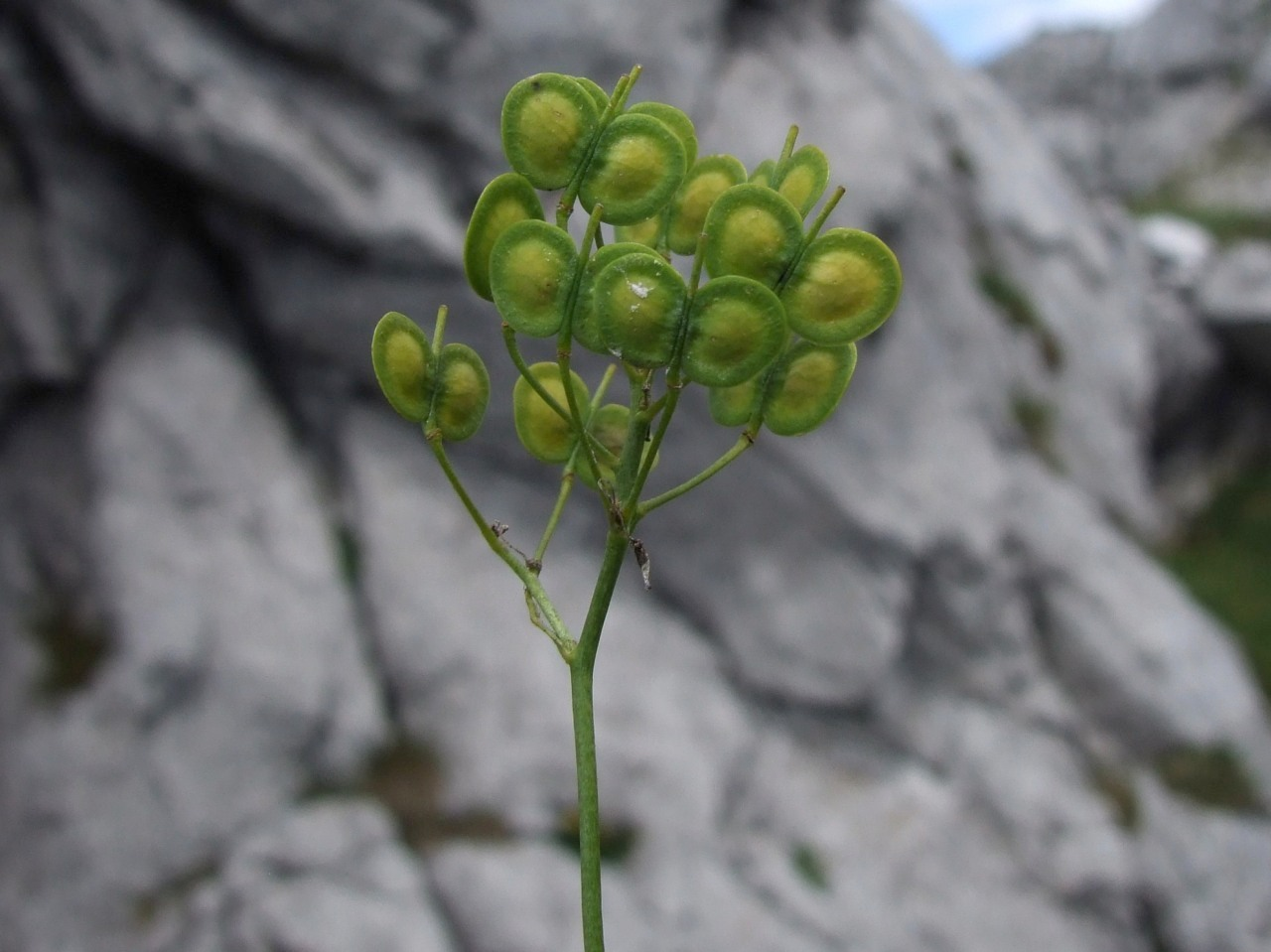
Dozrávající plody

Dvojštítek hladkoplodý (Biscutella laevigata) je druh rodu dvojštítek, středně vysoká, drobně žlutě kvetoucí bylina z čeledi brukvovitých.

## Taxonomie
Jedná se o proměnlivý druh, jenž je taxonomicky velmi obtížný. Jeho populace se od sebe liší tvarem a velikosti listů i ochlupením a dále se vyskytují v podobě diploidní (2n = 18), tetraploidní (2n = 36) i hexaploidní (2n = 54). Předpokládá se, že toto je následek evolučních události které nastaly po ústupu poslední doby ledové, kdy došlo k oteplení a silnému rozšíření stromů. Původně souvislé rostlinné populace byly od sebe odděleny a vzhledem k rozdílným podmínkách nového prostředí a genetickému driftu vznikaly nezávislé sub-populace odlišující se od svých prarodičů a dále se nezávisle rozšiřovaly.
Dvojštítek hladkoplodý je taxonomicky členěn do řady poddruhů a variet na jejichž hodnotu mají odborníci nestejný názor. Jediný poddruh který v České republice roste byl českými botaniky určen jako:
- dvojštítek hladkoplodý proměnlivý (Biscutella laevigata L. subsp. varia) (Dumort.) Rouy & Foucaud.[2][3][4]

O velké variabilitě ve vzhledu ( velikost, tvar a odění listů) a rozdílů ve výsledcích karyologických studií u dvojštítku hladkoplodého svědčí fakt, že v Evropě je rozeznáváno 12 jeho poddruhů:
- Biscutella laevigata L. subsp. angustifolia (Mach.-Laur.) Heywood
- Biscutella laevigata L. subsp. austriaca (Jord.) Mach.-Laur.
- Biscutella laevigata L. subsp. gracilis Mach.-Laur.
- Biscutella laevigata L. subsp. guestphalica Mach.-Laur.
- Biscutella laevigata L. subsp. hungarica Soó
- Biscutella laevigata L. subsp. illyrica Mach.-Laur.
- Biscutella laevigata L. subsp. kerneri Mach.-Laur.
- Biscutella laevigata L. subsp. lucida (Balb. ex DC.) Mach.-Laur.
- Biscutella laevigata L. subsp. montenegrina Rohlena
- Biscutella laevigata L. subsp. subaphylla Mach.-Laur.
- Biscutella laevigata L. subsp. tirolensis (Mach.-Laur.) Heywood
- Biscutella laevigata L. subsp. varia (Dumort.) Rouy & Foucaud[5]

## Výskyt
Je rozšířen ve vyšších polohách téměř celé Evropy, nevyskytuje se pouze ve Skandinávii a na jihu Balkánského poloostrova. Tato světlomilná rostlina se v České republice vyskytuje převážně v termofytiku. Vyrůstá jen ojediněle a to nejčastěji ve středních a severních Čechách a na střední a jižní Moravě.
Roste na výslunných, suchých i vlhkých (ne však zamokřených), neutrálních půdách, které mohou být jílovité i hlinité, mnohdy i s bazickým podkladem. Nejčastěji se vyskytuje na prohřátých teplých kamenitých svazích a pasekách.

## Popis
Vytrvalá rostlina s vícehlavým dřevnatějícím kořenem z kterého vyrůstá rozličně ochlupená listová růžice s variabilní zužujícími se řapíkatými listy dlouhými až 12 cm. Z jejího středu roste jedna nebo několik přímých či vystoupavých lodyh vysokých 10 až 40 cm které se obvykle větví jen v horní části. Holé nebo chlupaté lodyhy jsou porostlé malými, přisedlými, mírně objímavými, úzkými a vždy celistvými listy.
Oboupohlavné pravidelné čtyřčetné stopkaté květy s prostoplátečnou korunou vyrůstají v hroznech. Mají odstávající žlutozelené kališní a žluté korunní lístky které mají vespod ploché lalůčky kryjící medové žlázky. V květu je šest tyčinek s prašníky a dvoudílný semeník s jednou bliznou. Vykvétají v širokém rozmezí od dubna do července, za příznivého počasí nejprve dozrávají blizny a teprve později prašníky (opylování hmyzem), za deštivého dozrávají blizny i prašníky současně (dochází k samoopylení).
Plodem je lysá, jednosemenná diskovitá šešulka o průměru 3 až 7 mm. Z dvoudílného semeníku se vyvinou dvě vztyčené šešulky společně připojené ke stopce takže působí brýlovitým dojmem. Kulovité semeno uvnitř je hladké, mírně vrásčité nebo je pokryto drobnými dolíčky. Při uzrání se obě šešulky oddělí, ale semena v nich zůstávají uzavřená.

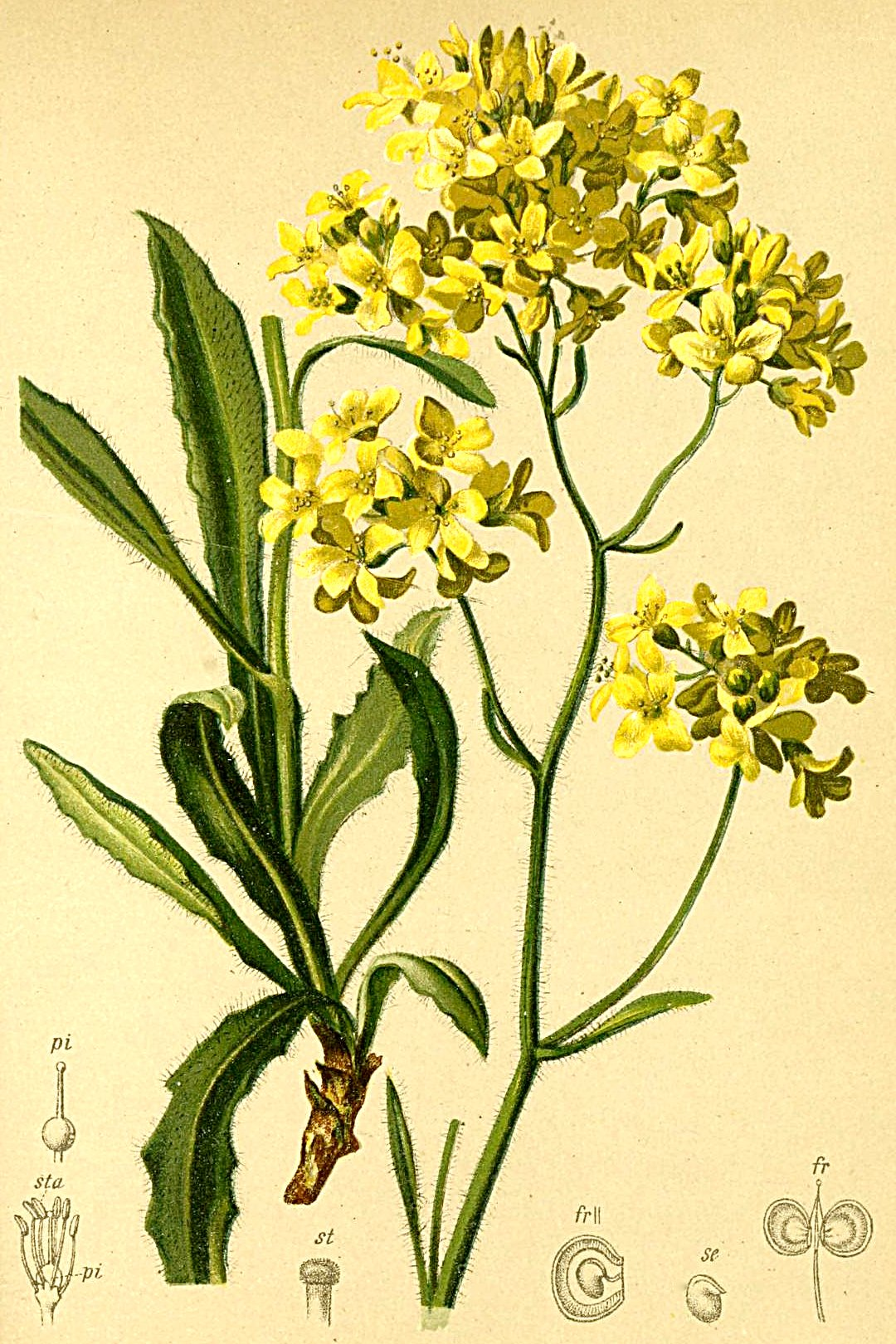
Nákres rostliny
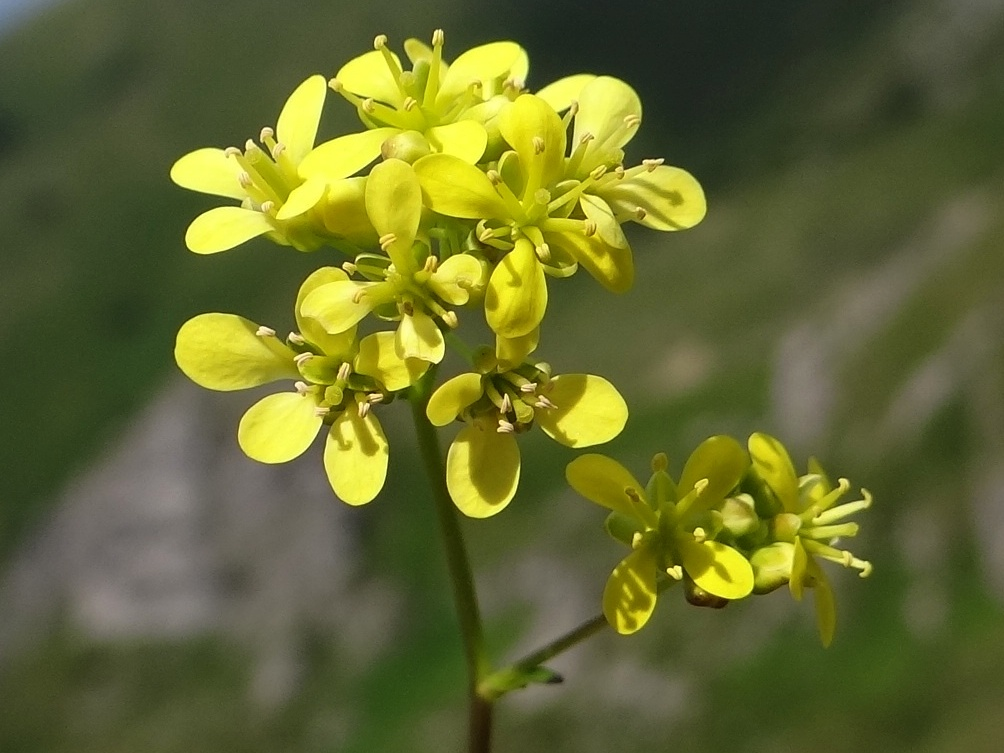
Květenství
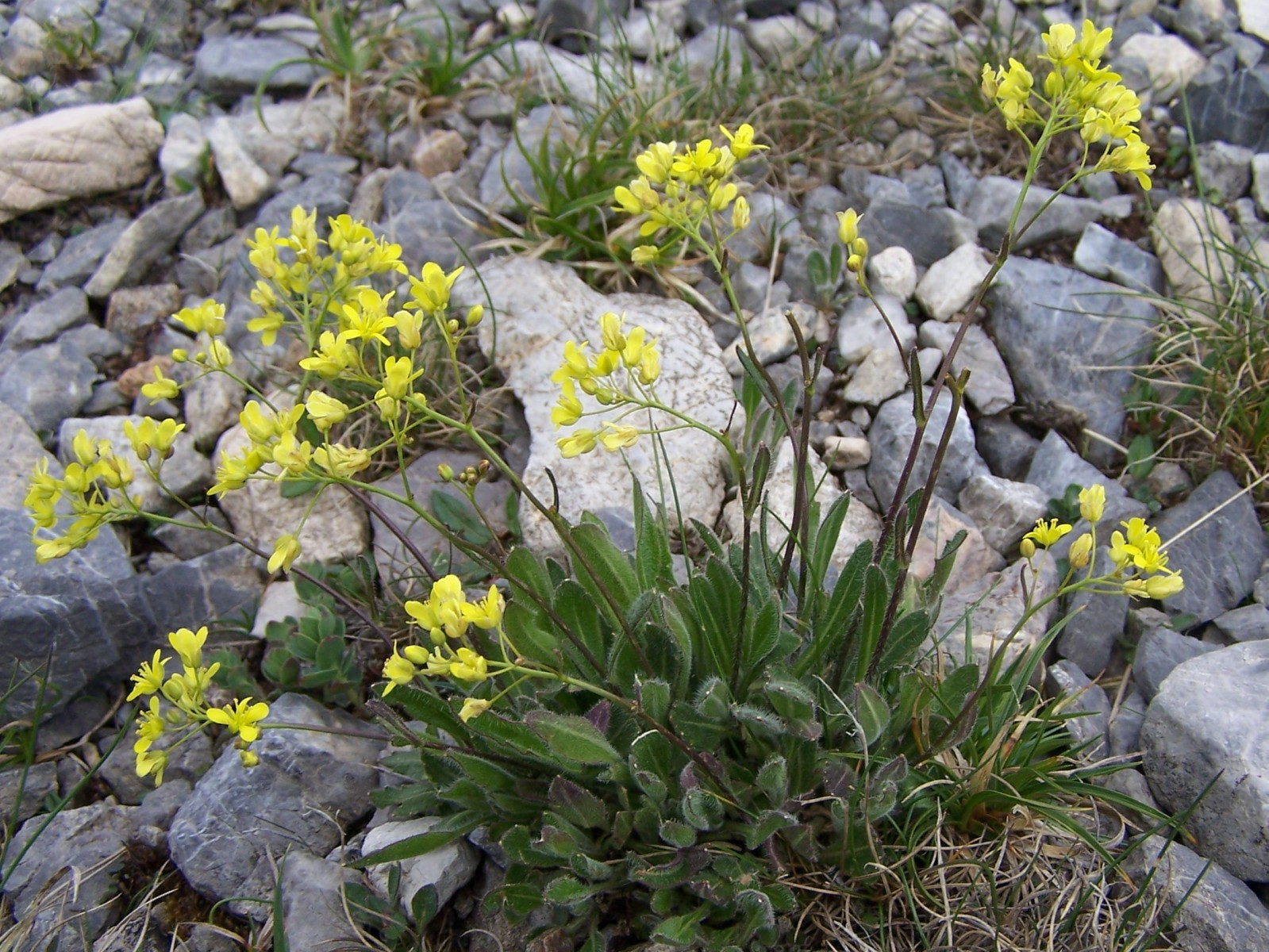
Typické prostředí